# Министерство на комуникациите и информационните технологии (Индия)
Министерството на комуникациите и информационните технологии на Индия е правителствено министерство, част от правителството на страната.
То се състои от 3 департамента:
- Департамент по телекомуникациите
- Департамент по информационните технологии
- Департамент по пощите

## Департамент по телекомуникациите
Този департамент има за задача, да създава и урежда политиката, лицензирането и координационните въпроси, свързани с телеграфните, телефонните, безжични, на данни и факсимилета и телематични услуги и други форми на комуникация. То също така съблюдава администрирането на закони по отношение на изброените.
Телекомуникационните услуги са разпознавани като световно и основно важно средство за социо-икономическо развитие за една нация и за това телекомуникационната инфраструктура е третирана като фактор от основно значение за реализирането на социо-икономическите цели на Индия. Съответно Департаментът по телекомуникациите има формулирани политики за развитие за увеличаване на ръста на телекомуникационните услуги. Департаментът е също така отговорен за отпускането на лицензи за различни телекомуникационни услуги като Интернет и VSAT. Департаменът отговаря и за радиочестотите. Също така прилага регулативни мерки върху безжичните трансмисии.
|  | Тази страница частично или изцяло представлява превод на страницата Ministry of Communications and Information Technology (India) и страницата Department of Telecommunications в Уикипедия на английски и английски език. Оригиналните текстове, както и този превод, са защитени от Лиценза „Криейтив Комънс – Признание – Споделяне на споделеното“, а за творби, създадени преди юни 2009 година – от Лиценза за свободна документация на ГНУ. Прегледайте историята на редакциите на оригиналните страници тук и тук, за да видите списъка на техните съавтори. ВАЖНО: Този шаблон се отнася единствено до авторските права върху съдържанието на статията. Добавянето му не отменя изискването да се посочват конкретни източници на твърденията, които да бъдат благонадеждни. |